# The Aviation Herald
The Aviation Herald es un sitio web en inglés que publica reportes de accidentes e incidentes en la aviación comercial. Fue lanzado en 2008 por el desarrollador austríaco de software técnico Simon Hradecky. En mayo de 2018, el sitio web tenía aproximadamente 3,5 millones de visitantes por mes, y a 2020 de January había publicado más de 25.000 noticias individuales. A veces es citado en medios de comunicación internacionales en reportes sobre incidentes de aviación.

## Historia
El sitio fue lanzado el 12 de mayo de 2008 como un proyecto personal por el desarrollador austríaco de software técnico Simon Hradecky. La búsqueda de Hradecky sobre incidentes relacionados con la seguridad en la aviación comenzó en 1995, por lo que a pesar de su lanzamiento en 2008, en el sitio se pueden encontrar reportes de eventos hasta el 19 de junio de 1999. El sitio atrajo a más de 1.000 lectores en el primer mes, y después de ocho meses ya tenía más de 100.000. En mayo de 2018, el sitio web tenía aproximadamente 3,5 millones de visitantes por mes. A 2020 de January, se habían publicado más de 25.000 noticias individuales.

## Sitio web
El sitio web registra incidentes que ocurren durante vuelos comerciales (aeronaves con al menos 19 asientos). Según sus propias declaraciones, las noticias publicadas se basan en investigaciones propias y solo se incluyen si existen reportes de al menos una fuente oficial o de dos fuentes no oficiales e independientes.
El sitio web, que tiene un diseño visual minimalista, lista los titulares de los eventos y noticias más recientes en aviación, todos ellos clasificados en una de las siguientes categorías:
- Crash (C) – un accidente que causó múltiples muertes o daños catastróficos
- Accident (A) – un incidente que causó lesiones, muertes o daños extensos
- Incident (I) – un incidente que no causó lesiones, muertes ni daños extensos
- News (N) – un artículo sobre un evento distinto a un accidente o incidente
- Report (R) – un artículo sobre un informe de investigación de un accidente o incidente donde el sitio no reportó el evento original

El usuario puede filtrar los artículos por categoría. Los artículos se mantienen actualizados incluso años después de un accidente aéreo. Por ejemplo, los informes finales de las investigaciones de accidentes asociados suelen ser incorporados en el artículo original. El sitio permite ordenar los artículos por "Evento" o "Actualización".
El sitio web también permite comentarios en los artículos. No se requiere registro; se puede proporcionar opcionalmente una dirección de correo electrónico y un nombre de usuario.
Cuando un usuario abre un reporte, el sitio registra la dirección IP del usuario. Como resultado, el sitio puede recopilar información personal utilizando la dirección de correo electrónico y la dirección IP del usuario. El moderador/propietario del sitio tiene la capacidad de bloquear comentarios de una dirección IP específica por cualquier motivo, lo cual puede hacerse de forma indiscriminada.

## Recepción
The Aviation Herald fue incluido en un artículo de CNN en 2012 sobre "aficionados a la aviación". En 2016, fue descrito por Reuters como "un respetado sitio web independiente que monitorea accidentes aéreos" y por The New Zealand Herald como "un sitio web altamente respetado". A veces es citado en medios internacionales en reportes sobre incidentes de aviación.
El 3 de diciembre de 2012, The Aviation Herald reportó un aterrizaje riesgoso realizado por un avión de Ryanair en el Aeropuerto Allgäu Memmingen, Alemania, en septiembre. Un día después, Ryanair emitió una amenaza legal por difamación contra el sitio web en respuesta a los comentarios críticos de los lectores en el artículo. Según el sitio, la aerolínea retiró la amenaza seis días después.
El portal fue criticado cuando el Vuelo 8243 de Azerbaijan Airlines se estrelló, ya que incluso días después del derribo, que era considerado un hecho confirmado, el sitio lo seguía descartando como "agitación y propaganda anti-rusa".